# Радомка (село)
Ра́домка (укр. Радомка) — село в Семёновском районе Черниговской области Украины. Население 741 человек. Занимает площадь 2,12 км².
Код КОАТУУ: 7424785501. Код КАТЕТТО: UA74020090110091443. Почтовый индекс: 15470. Телефонный код: +380 4659.

## Власть
Орган местного самоуправления — Радомский сельский совет. Почтовый адрес: 15470, Черниговская обл., Семёновский р-н, с. Радомка, ул. Мира, 1.